# دولورس هوارتا
دولورس کلارا فرناندز هوارتا (متولد ۱۰ آوریل ۱۹۳۰) یک رهبر کارگری آمریکایی و فعال حقوق مدنی است که همراه با سزار چاوز بنیان‌گذار انجمن ملی کارگران مزرعه بودند، که بعدها این انجمن به اتحادیه کارگران کشاورزی (UFW) تغییر نام داد. هوارتا در سال ۱۹۶۵ در کالیفرنیا سازماندهی اعتصاب غذای دلانو را به عهده داشت و مذاکره‌کننده اصلی قرارداد کارگران بود که پس از اعتصاب ایجاد شد.
او جوایز متعددی را برای کار و مشاغل اجتماعی و حمایت از حقوق کارگران، مهاجران و حقوق زنان از جمله جایزه برجسته آمریکایی یوجینا دبس، جایزه یونانی روزولت النور روزولت، و مدال آزادی ریاست جمهوری دریافت کرده است.او اولین زن لاتین تباری بود که در سال ۱۹۹۳نامش در تالار مشاهیر ملی زنان (National Women's Hall of Fame) در ایالت نیویورک در آمریکا ثبت شده است.
این جمله معروف "Sí, se puede" ("بله، شما می‌توانید") ازاوست که به عنوان یک الگو برای بسیاری از مردم در جامعه لاتین بحساب می‌آید و موضوع بسیاری از نقاشی‌های دیواری است.
در کالیفرنیا، ۱۰ آوریل روز Dolores Huerta است.

### اوایل زندگی
دولورس هوئرتا در ۱۰ آوریل ۱۹۳۰ در شهر معدنی داوسون، نیومکزیکو به دنیا آمد. او دومین فرزند و تنها دختر خوان فرناندز و آلیشیا چاوز است. خوان فرناندز در داوسون در یک خانواده مهاجر مکزیکی به دنیا آمد و در یک معدن زغال سنگ کار می‌کرد. بعداً به نیروی کار مهاجر پیوست و در کلرادو، نبراسکا و وایومینگ چغندر برداشت کرد. وقتی هوئرتا جوان بود، از پدرش داستان‌هایی دربارهٔ سازماندهی اتحادیه می‌شنید. پس از طلاق والدینش در سه سالگی، او به ندرت پدرش را می‌دید. او در نیومکزیکو ماند و در سال ۱۹۳۸ در مجلس ایالتی خدمت کرد.

## فهرست منابع
1. ↑  Lyons, Richard D. (1994-06-16). "Philip Vera Cruz, 89; Helped to Found Farm Worker Union". The New York Times (به انگلیسی). ISSN 0362-4331. Retrieved 2021-04-11.
2. ↑  "Dolores Huerta". National Women's History Museum. Archived from the original on July 5, 2018. Retrieved 31 May 2017.
3. ↑  "Biography: Dolores Clara Fernandez Huerta". National Women's History Museum. Archived from the original on July 5, 2018. Retrieved July 11, 2018.
4. ↑  "Remarks by the President at Presidential Medal of Freedom Ceremony". Obama White House Archives. May 29, 2012. Archived from the original on May 31, 2017. Retrieved 31 May 2017.
5. ↑  "Meet the 20 MAKERS Inducted Into the National Women's Hall of Fame". Makers. October 5, 2015. Archived from the original on March 26, 2017. Retrieved 31 May 2017.
6. ↑  "Dolores Huerta". The Adelante Movement. Archived from the original on March 20, 2018. Retrieved 31 May 2017.
7. ↑  "Sí Se Puede". Makers. Archived from the original on March 25, 2017. Retrieved 31 May 2017.
8. ↑  "Dolores Huerta". Gale Group. Retrieved 31 May 2017.
9. ↑  Quinnell, Kenneth. "Women's History Month Profiles: Dolores Huerta | AFL-CIO". aflcio.org (به انگلیسی). Retrieved 2019-11-05.
10. ↑  A Dolores Huerta Reader. به کوشش Mario T. García. ص. ۸.
11. ↑  A Dolores Huerta Reader. به کوشش Mario T. Garcia. ص. ۱۷۷.